# Volmerange-lès-Boulay
Volmerange-lès-Boulay település Franciaországban, Moselle megyében. Lakosainak száma 553 fő (2022. január 1.). Volmerange-lès-Boulay Condé-Northen, Helstroff és Hinckange községekkel határos.

## Népesség
A település népessége az elmúlt években az alábbi módon változott:
| Lakosok száma | 568  | 567  | 574  | 559  | 565  | 566  | 565  | 558  | 553  |
|               | 2013 | 2015 | 2016 | 2017 | 2018 | 2019 | 2020 | 2021 | 2022 |